# Бутерстаун
Бу́терстаун (англ. Booterstown; ирл. Baile an Bhóthair) — пригород ирландской столицы Дублина, находится в графстве Дун-Лэаре-Ратдаун (провинция Ленстер).
Местная железнодорожная станция была открыта в январе 1835 года.